# Patricia Clarkson
Patricia Davies Clarkson (Nova Orleães, Louisiana, 29 de dezembro de 1959) é uma atriz norte-americana, indicada ao Óscar e vencedora do Emmy do Primetime e do Globo de Ouro, entre outros. Ela estrelou em vários papéis principais e coadjuvantes em uma variedade de filmes que vão desde longas -metragens independentes até grandes produções de estúdios de cinema. É conhecida por interpretar Adora Crellin, mãe da protagonista na série da HBO Sharp Objects (Objetos Cortantes).
Depois de estudar teatro na Costa Leste, Clarkson se lançou na carreira de atriz em 1985 (atuando como atriz convidada em Spenser: For Hire), e por ter trabalhado constantemente no cinema e televisão desde o início de sua carreira. Ela estrelou em muitos filmes como papél principal em uma quantidade numerosa de conhecidos filmes como, The Untouchables, The Green Mile, Far from Heaven, Shutter Island, Good Night, and Good Luck, Vicky Cristina Barcelona, Cairo Time e em Pieces of April, onde ela foi indicada ao Óscar.

## Biografia
Clarkson nasceu em Nova Orleães, Louisiana, filha de Jacqueline, uma vereadora de sua cidade natal, e Arthur, um administrador da Universidade de Medicina Estadual de Louisiana. O bisavô de Clarkson é natural de Barcelona, Espanha, e sua bisavó era da Lituânia.
Clarkson estudou teatro na Universidade de Fordham, onde se formou, e ganhou seu MFA na Yale School of Drama, antes de fazer sua estreia no cinema em The Untouchables, em 1987.

## Carreira

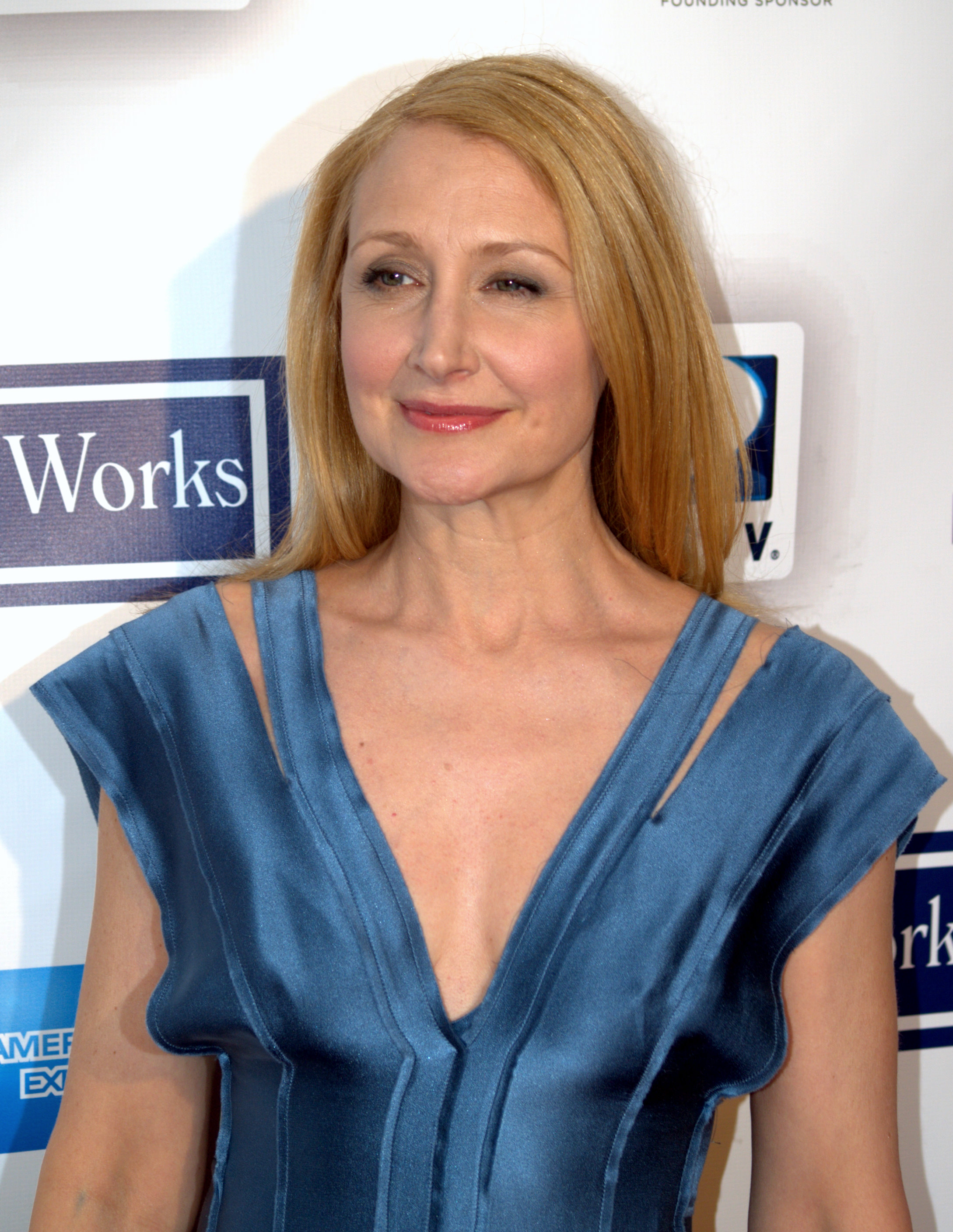
Patricia Clarkson em 2009.

Clarkson trabalhou em papéis como coadjuvantes em uma série de filmes de destaque no início de sua carreira. Seu primeiro papel no cinema, foi aos 27 anos, foi a esposa de Elliot Ness (Kevin Costner) em The Untouchables. Ela também foi destaque em The Dead Pool, Rocket Gibraltar e em Everybody's All-American. Ela também estrelou em filmes importantes como The Green Mile (1999), Far from Heaven (2002), Good Night, and Good Luck (2005) e em Lars and the Real Girl. Seu primeiro papel de destaque foi em High Art (1998). Ela disse sobre atuar nesse filme: "Eu estou profundamente investida em tudo que faço, e isso é uma coisa boa, porque agir é a única coisa que eu sei fazer".
Em 2002, atuou como Sarah O'Connor (Tia Sarah) em Six Feet Under, na HBO. Nesse papel, ela venceu o Emmy Award de Melhor Atriz Convidada para Série Dramática daquele ano por seu desempenho, um feito que ela repetiu pelo mesmo papel, em 2006.
Em 2003, ganhou a aclamação da crítica e um Prêmio Especial do Júri por seu trabalho em quatro filmes que estreou no Festival Sundance de Cinema: All the Real Girls, The Baroness and the Pig, The Station Agent, no final do ano, foi nomeada a um Óscar de melhor atriz secundária, pelo seu desempenho em Pieces of April, no qual interpreta uma mãe morrendo de câncer.
Em 2006, interpretou Sadie Burke, em All the King's Men, filmado em sua cidade natal, Nova Orleães. Em 2008, trabalhou em papéis como coadjuvantes em Elegy, como a namorada de um mulherengo, e em Vicky Cristina Barcelona, que interpreta uma dona de casa infeliz em seu casamento.
No verão de 2008, o produtor Gerald Peary convidou Clarkson para narrar um documentário, o For the Love of Movies: The Story of American Film Criticism. Peary disse: "Ela (Clarkson) concordou em fazer a narração. E ela foi tão boa, muito cooperativa, bem preparada, e tão inteligente. E uma das principais razões que ela topou sobre narrar esse filme, é que ela tem um grande respeito sobre o trabalho dos críticos".
Clarkson participou da quarta temporada da série americana da NBC, Parks and Recreation trabalhando como a esposa de Ron Swanson na série.

## Vida pessoal
Em resposta ao vazamento de petróleo da plataforma de Deepwater Horizon, Clarkson publicou um post para a OnEarth Natural Resources Defense Council. Ela também lançou um anúncio de serviço público falando sobre suas experiências de onde cresceu em Nova Orleães. Ambas as peças foram libertadas em 26 de julho de 2010.

## Trabalhos

### Filmes
| Ano  | Título                                                       | Personagem             | Notas |
| ---- | ------------------------------------------------------------ | ---------------------- | --- |
| 1987 | The Untouchables                                             | Catherine Ness         | |
| 1988 | The Dead Pool                                                | Samantha Walker        | |
| 1988 | Rocket Gibraltar                                             | Rose Black             | |
| 1988 | Everybody's All-American                                     | Leslie Stone           | |
| 1990 | Tune in Tomorrow                                             | Aunt Olga              | |
| 1992 | Four Eyes and Six Guns                                       | Lucy Laughton          | |
| 1995 | Pharaoh's Army                                               | Sarah Anders           | |
| 1995 | Jumanji                                                      | Carol Anne Parrish     | |
| 1998 | Playing by Heart                                             | Allison                | |
| 1998 | High Art                                                     | Greta                  | Nomeada — Chlotrudis Award — Melhor Atriz Convidada Nomeada — Independent Spirit Award — Melhor Atriz Feminina |
| 1999 | The Green Mile                                               | Melinda Moores         | Saturn Award Melhor Atriz Convidada Nomeada — Screen Actors Guild Award — Melhor Atriz |
| 1999 | Wayward Son                                                  | Wesley                 | |
| 1999 | Simply Irresistible                                          | Lois McNally           | |
| 2000 | Falling Like This                                            | Caroline Lockhart      | |
| 2000 | Joe Gould's Secret                                           | Vivian Marquie         | |
| 2001 | The Safety of Objects                                        | Annette Jennings       | Deauville American Film Festival Award - Melhor Desempenho Feminino San Diego Film Critics Society - Trabalho do Ano |
| 2001 | The Pledge                                                   | Margaret Larsen        | |
| 2001 | Wendigo                                                      | Kim                    | |
| 2002 | Welcome to Collinwood                                        | Rosalind               | |
| 2002 | Far from Heaven                                              | Eleanor Fine           | Chlotrudis Award - Melhor Atriz Convidada National Society of Film Critics Award Melhor Atriz Coadjuvante New York Film Critics Circle Award - Melhor Atriz Nomeada — Chicago Film Critics Association Award - Atriz do Ano Nomeada — Las Vegas Film Critics Society Award - Melhor Atriz Convidada |
| 2002 | Heartbreak Hospital                                          | Lottie Ohrwasher       | |
| 2002 | The Baroness and the Pig                                     | Baronesa               | |
| 2003 | Dogville                                                     | Vera                   | |
| 2003 | The Station Agent                                            | Olivia Harris          | Boston Society of Film Critics Award - Melhor Atriz Coadjuvante Chlotrudis Award - Melhor Atriz Coadjuvante Florida Film Critics Circle Award - Melhor Atriz Feminina Kansas City Film Critics Circle Award - Melhor Atriz Coadjuvante National Society of Film Critics Award - Melhor Atriz Coadjuvante National Board of Review Award - Melhor Atriz San Diego Film Critics Society - Trabalho do Ano Sundance Film Festival - Prêmio especial Nomeada— Las Vegas Film Critics Society Award - Melhor Atriz Coadjuvante Nomeada— Phoenix Film Critics Society Award - Melhor Elenco Nomeada — Satellite Award - Melhor Ariz para Filmes Nomeada— Screen Actors Guild Award - Melhor Elenco de Filme Nomeada — Screen Actors Guild Award - Melhor Atriz Feminina    |
| 2003 | All the Real Girls                                           | Elvira Fine            | San Diego Film Critics Society - Body of Work Award Sundance Film Festival - Special Jury Prize |
| 2003 | Pieces of April                                              | Joy Burns              | Boston Society of Film Critics Award - Melhor Atriz Principal Chicago Film Critics Association Award - Melhor Atriz Florida Film Critics Circle Award - Melhor Atriz Feminina RNational Society of Film Critics Award - Melhor Atriz National Board of Review Award - Melhor Atriz Phoenix Film Critics Society Award - Melhor Atriz Feminina San Diego Film Critics Society - Trabalho do Ano San Francisco Film Critics Circle Award - Melhor Atriz Satellite Award Melhor Atriz Feminina por Filme Sundance Film Festival - Prêmio Especial Vancouver Film Critics Circle Award - Melhor Atriz Nomeada — Óscar de Melhor Atriz Coadjuvante Nomeada — Broadcast Film Critics Association Award - Melhor Atriz Nomeada— Globo de Ouro para Melhor Atriz Coadjuvante |
| 2004 | Miracle                                                      | Patti Brooks           | |
| 2005 | Good Night, and Good Luck.                                   | Shirley Wershba        | Nomeada — Gotham Award - Melhor Atriz do Elenco Nomeada — Screen Actors Guild Award - Melhor Atriz de Filme |
| 2005 | The Dying Gaul                                               | Elaine Tishop          | |
| 2006 | The Woods                                                    | Ms. Traverse           | |
| 2006 | All the King's Men                                           | Sadie Burke            | |
| 2007 | No Reservations                                              | Paula                  | |
| 2007 | Lars and the Real Girl                                       | Dagmar                 | |
| 2007 | Married Life                                                 | Pat Allen              | |
| 2008 | Blind Date                                                   | Janna                  | |
| 2008 | Phoebe in Wonderland                                         | Miss Dodger            | |
| 2008 | Elegy                                                        | Carolyn                | |
| 2008 | Vicky Cristina Barcelona                                     | Judy Nash              | |
| 2009 | Whatever Works                                               | Marietta               | |
| 2009 | 2081                                                         | Narradora              | Voz |
| 2009 | For the Love of Movies: The Story of American Film Criticism | Narradora              | Voz |
| 2009 | Cairo Time                                                   | Juliette Grant         | |
| 2010 | Shutter Island                                               | Rachel Solando         | |
| 2010 | Legendary                                                    | Sharon Chetley         | |
| 2010 | Main Street                                                  | Willa                  | |
| 2010 | Easy A                                                       | Rosemary Penderghast   | |
| 2011 | Friends with Benefits                                        | Lorna                  | |
| 2011 | One Day                                                      | Alison Mayhew          | |
| 2013 | The East                                                     | Sharon                 | |
| 2014 | The Maze Runner                                              | Chanceler Ava Paige    | |
| 2014 | Last Weekend                                                 | Celia Green            | |
| 2015 | Learning to Drive                                            | Wendy                  | |
| 2014 | October Gale                                                 | Helen Matthews         | |
| 2014 | Annie                                                        |                        | Cameo |
| 2015 | Maze Runner: The Scorch Trials                               | Ava Paige              | |
| 2017 | The Party                                                    | April                  | |
| 2017 | The Bookshop                                                 | Sra. Violet Gamart     | |
| 2018 | Maze Runner: The Death Cure                                  | Ava Paige              | |
| 2018 | Jonathan                                                     | Dr. Mina Nariman       | |
| 2018 | Delirium                                                     | Brody                  | [ 19 ] |
| 2018 | Out of Blue                                                  | Detetive Mike Hoolihan | |

### Televisão
| Ano       | Título                  | Personagem                 | Nota |
| --------- | ----------------------- | -------------------------- | --- |
| 1985      | Spenser: For Hire       | Elizabeth Haller           | 1 episódio |
| 1986      | The Equalizer           | Deborah Wade               | 1 episódio |
| 1990      | The Old Man and the Sea | Mary Pruitt                | |
| 1990      | Tales from the Crypt    | Suzy                       | 1 episódio |
| 1990      | Law & Order             | Laura Winthrop             | 1 episódio |
| 1991      | Davis Rules             | Cosmo Yeargin              | 8 episódios |
| 1992      | Blind Man's Bluff       | Dr. Virginia Hertz         | |
| 1992      | An American Story       | Barbara Meade              | |
| 1992      | Legacy of Lies          | Pat Rafael                 | |
| 1992      | Four Eyes and Six Guns  | Lucy Laughton              | |
| 1993      | Queen                   | Elizabeth "Lizzie" Perkins | Minissérie |
| 1993      | Caught in the Act       | Meg                        | |
| 1994      | She Led Two Lives       | Desiree Parnell            | |
| 1995-1996 | Murder One              | Annie Hoffman              | 20 episódios |
| 1996      | London Suite            | Diana Nichols              | |
| 1996      | The Wedding             | Della McNeil               | |
| 2000      | Wonderland              | Mrs. Tammy Banger          | 8 episódios |
| 2001      | Frasier                 | Claire French              | 5 episódio |
| 2002      | Carrie                  | Margaret White             | Filme para televisão. |
| 2000-2005 | Six Feet Under          | Sarah O'Connor             | 7 episódios Venceu Primetime Emmy Award de Melhor Atriz de Série Dramática (2002 e 2006) |
| 2007      | American Masters        | Narrator                   | 1 episódio |
| 2009      | Saturday Night Live     | Mãe de Justin Timberlake   | |
| 2011      | Saturday Night Live     | Mãe de Justin Timberlake   | 21 de Maio de 2011 - 3-Way (The Golden Rule) |
| 2011      | Parks and Recreation    | Tammy Swanson I            | |
| 2012      | The Dust Bowl           | Hazel Lucas Shaw           | Dirigido por Ken Burns |
| 2012      | Five                    | Mia Knowles                | Minissérie |
| 2018      | Sharp Objects           | Adora Crellin              | Minissérie Venceu Globo de Ouro de melhor atriz coadjuvante em televisão Critics' Choice Television Award de Melhor Atriz Coadjuvante em Minissérie ou Telefilme Indicada SAG Award de Melhor Atriz em Minissérie ou Telefilme Emmy de Melhor Atriz Coadjuvante em Minissérie ou Telefilme |